# CLEC5A
CLEC5A (англ. C-type lectin domain containing 5A) – білок, який кодується однойменним геном, розташованим у людей на короткому плечі 7-ї хромосоми. Довжина поліпептидного ланцюга білка становить 188 амінокислот, а молекулярна маса — 21 521.
| 10         |  | 20         |  | 30         |  | 40         |  | 50         |
| ---------- |  | ---------- |  | ---------- |  | ---------- |  | ---------- |
| MNWHMIISGL |  | IVVVLKVVGM |  | TLFLLYFPQI |  | FNKSNDGFTT |  | TRSYGTVSQI |
| FGSSSPSPNG |  | FITTRSYGTV |  | CPKDWEFYQA |  | RCFFLSTSES |  | SWNESRDFCK |
| GKGSTLAIVN |  | TPEKLKFLQD |  | ITDAEKYFIG |  | LIYHREEKRW |  | RWINNSVFNG |
| NVTNQNQNFN |  | CATIGLTKTF |  | DAASCDISYR |  | RICEKNAK   |  |            |

A: Аланін

C: Цистеїн

D: Аспарагінова кислота

E: Глутамінова кислота

F: Фенілаланін

G: Гліцин

H: Гістидин

I: Ізолейцин

K: Лізин

L: Лейцин

M: Метіонін

N: Аспарагін

P: Пролін

Q: Глутамін

R: Аргінін

S: Серин

T: Треонін

V: Валін

W: Триптофан

Кодований геном білок за функціями належить до рецепторів клітини-хазяїна для входу вірусу, рецепторів. 
Задіяний у таких біологічних процесах, як імунітет, вроджений імунітет, взаємодія хазяїн-вірус, альтернативний сплайсинг. 
Білок має сайт для зв'язування з лектинами. 
Локалізований у клітинній мембрані, мембрані.